# Alexandre Collin
Ne doit pas être confondu avec Alexandre Colin.
Pour les articles homonymes, voir Collin.
Alexandre Collin est un ingénieur français né à Essoyes (Aube) le 29 juillet 1808 et mort à Orléans (Loiret) le 5 janvier 1890.
Ingénieur passionné de géologie et d'archéologie, il a notamment exercé les fonctions, en 1865, de président de la Société archéologique et historique de l'Orléanais et d'inspecteur général des ponts et chaussées en 1867.
Il est officier de la Légion d'honneur.

## Biographie

### Le canal de Bourgogne
Fils d'un entrepreneur bourguignon, il est admis à l'École polytechnique en 1828 et sort dans le corps des Ponts et chaussées en 1833. Il n'est âgé que de 25 ans lorsque le Conseil Général des Ponts et Chaussées l'affecte au creusement du canal de Bourgogne, plus précisément à la réalisation du bief de partage, qui se trouve dans le département de la Côte-d'Or. L'alimentation en eau du canal nécessite la construction de plusieurs réservoirs (les plus considérables sont Grosbois, réalisé par son collègue Philibert Lacordaire, cousin du célèbre prédicateur ; et celui de Cercey) et de dizaines de kilomètres de digues. La direction du chantier mobilise plusieurs milliers d'ouvriers, qui se déplacent avec l'avancement des travaux et font vivre le commerce de toute la région. Les terrains traversés sont parfois gréseux, mais le plus souvent argileux (argiles du lias et du jurassique, à la tranchée de Valdieu par exemple), où la tenue des talus de digue constitue une difficulté essentielle.
Une série d'expériences l'amena à dégager la notion de surface de rupture courbe pour les glissements de terrain dans les sols argileux. Depuis Vauban et Perronet, la technique courante pour combattre les glissements consistait à mêler l’argile de fascines de saule, mais Collin montra que cette idée relevait d'observations incomplètes, et il lui préféra des murets à redans et à contreforts pour diviser les efforts de poussée du sol et mieux le drainer. C’est ainsi qu’il mena à terme les travaux du canal.
Il est nommé à Orléans en 1855 en tant qu’ingénieur en chef du service spécial de la Loire. Il n’en poursuit pas moins ses recherches sur le drainage des sols et écrit un mémoire (« Recherches expérimentales sur l’évaporation ») sur une technique qu'il baptise « atmidométrie », la mesure de la quantité d'eau qui s'évapore d'un solide poreux. Ces recherches sont couronnées du 2e prix Montyon de statistiques en 1863.

### Catholique fervent
En 1857, il entreprend de réhabiliter l'accès à la grotte du Dragon sise à La Chapelle-Saint-Mesmin (découverte par Ernest Pillon, l'année précédente), creusée dans la falaise et qui menaçait de s'effondrer. Il en dessine tous les plans ainsi que ceux de la Croix de Micy qu'il fait ériger sur la rive opposée, en souvenir de la célèbre abbaye homonyme.
En 1861, Alexandre Collin offre le reliquaire destiné à conserver les reliques de Mesmin l'ancien qu'il décide d'entreposer dans la grotte du Dragon. Sur proposition de Mgr Félix Dupanloup, évêque d'Orléans, il est nommé promoteur de la foi, auprès de la cour de Rome pour la béatification de Jeanne d'Arc.
En 1867, lorsqu'il est nommé Inspecteur général des Ponts et chaussées, il vient résider à Paris. Il revient vivre à Orléans (quartier Saint-Marc), après avoir pris sa retraite.
En 1878, après le décès de Mgr Dupanloup, il est choisi pour superviser l'œuvre de son tombeau dans la cathédrale Sainte-Croix d'Orléans.
En 1884, il finance, sur ses propres deniers, la réalisation de la voûte de l'église Saint-Marc d'Orléans, lors de sa construction (1884-1886).
Il meurt à Orléans (Loiret) le 5 janvier 1890 à l'âge de 81 ans.

## Travaux

### Essais scientifiques
- Recherches expérimentales sur les glissements spontanés des terrains argileux, accompagnées de considérations sur quelques principes de la mécanique terrestre, Paris, Carilian-Gœury et Vve Dalmont, 1846, 182 p. (lire en ligne).
- Les voies navigables de l'Empire français, de la Belgique et des provinces de la rive gauche du Rhin, Orléans, H. Herluison, 1865, 61 p. (lire en ligne).
- Atmidométrie. Recherches expérimentales sur l'évaporation : mémoire couronné par l'Académie des sciences dans sa séance du 6 février 1865, Orléans, H. Herluison, 1866, 88 p. (lire en ligne).

### Jeanne d'Arc et le pont des Tourelles
Alexandre Collin a consacré plusieurs travaux à la geste de Jeanne d'Arc et au pont des Tourelles d'Orléans bâti au XIIe siècle :
- La casemate du bout du pont des Tourelles à Orléans : du côté de la Sologne, Paris, Imprimerie Impériale, 1867, 32 p.
- Alexandre Collin et François-Edmond Desnoyers, Procès de l’ordinaire relatif à la béatification et à la canonisation de Jeanne d’Arc, surnommée la Pucelle d’Orléans : Questions, instructions et répertoire, Orléans, impr. de G. Jacob, 1874.
- Les Derniers jours du pont des Tourelles, à Orléans, Orléans, H. Herluison, 1875, 24 p.
- Le Pont des Tourelles à Orléans (1120-1760) : étude sur les ponts au Moyen Âge, Orléans, H. Herluison, 1895, 639 p. (lire en ligne)

## Distinctions
- Chevalier de la Légion d'honneur le 29 avril 1847.
- Officier de la Légion d'honneur le 13 août 1864.

#### Autres sources
- Catherine Thion, La Chapelle-Saint-Mesmin, des siècles d'histoire, La Chapelle-Saint-Mesmin, Edité par la Ville de La Chapelle-Saint-Mesmin, 2016 (1re éd. 2007), 93 p. (ISBN 978-2-9529017-0-3).
- Collectif, Bulletins annuels du Groupe d'Histoire Locale, La Chapelle Saint-Mesmin, GHL, depuis 1984 (ISSN 0981-0706).